# Дубровин, Виктор Михайлович
Виктор Михайлович Дубровин (1916 год, станица Пашковская, Амурская область, Российская империя — июнь 1986 года, Облучье, Еврейская автономная область) — машинист паровозного депо Облучье Амурской железной дороги, Еврейская автономная область. Герой Социалистического Труда (1959).

## Биография
Родился в 1916 году в крестьянской семье в станице Пашковская (сегодня — село Пашково Облученского район, Еврейская автономная область). С 1933 года — ученик слесаря в паровозном депо станции Облучье. Окончил курсы помощников машинистов. С 1937 года проходил срочную службу в Красной Армии. В 1939 годах принимал участие в сражениях при Халкин-Голе. После военной службы возвратился в Облучье и продолжил трудиться на одноимённой железнодорожной станции. В августе 1941 года назначен строевым помощником начальника депо станции Облучье.
В 1948 году после окончания курсов машинистов трудился на Облученском участке пути Архара — Бира Амурской железной дороге. Позднее назначен бригадиром отстающей бригады машинистов. Вывел бригаду в число передовых трудовых коллективов Амурской железной дороги. Указом Президиума Верховного Совета СССР от 1 августа 1959 года «за выдающиеся успехи, достигнутые в деле развития железнодорожного транспорта» удостоен звания Героя Социалистического Труда с вручением Ордена Ленина и золотой медали Серп и Молот.
После выхода на пенсию проживал в городе Облучье, где скончался в июне 1986 года.

## Награды
- Герой Социалистического Труда
- Орден Ленина
- Орден Красной Звезды
- Орден «Знак Почёта»
- Орден Трудового Красного Знамени
- Орден Отечественной войны 2 степени (11.03.1985)
- Медаль «За отвагу» (17.11.1939)
- Медаль «За победу над Японией»
- Медаль «За трудовое отличие» (01.08.1953)